# Chemiczny ogród

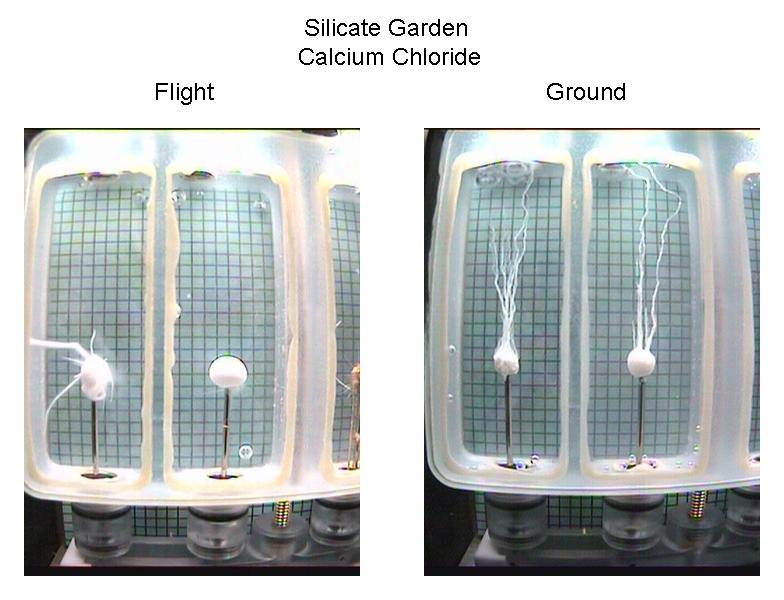
Porównanie ogrodów chemicznych hodowanych przez naukowców NASA na międzynarodowej stacji kosmicznej (po lewej) i na Ziemi (po prawej)

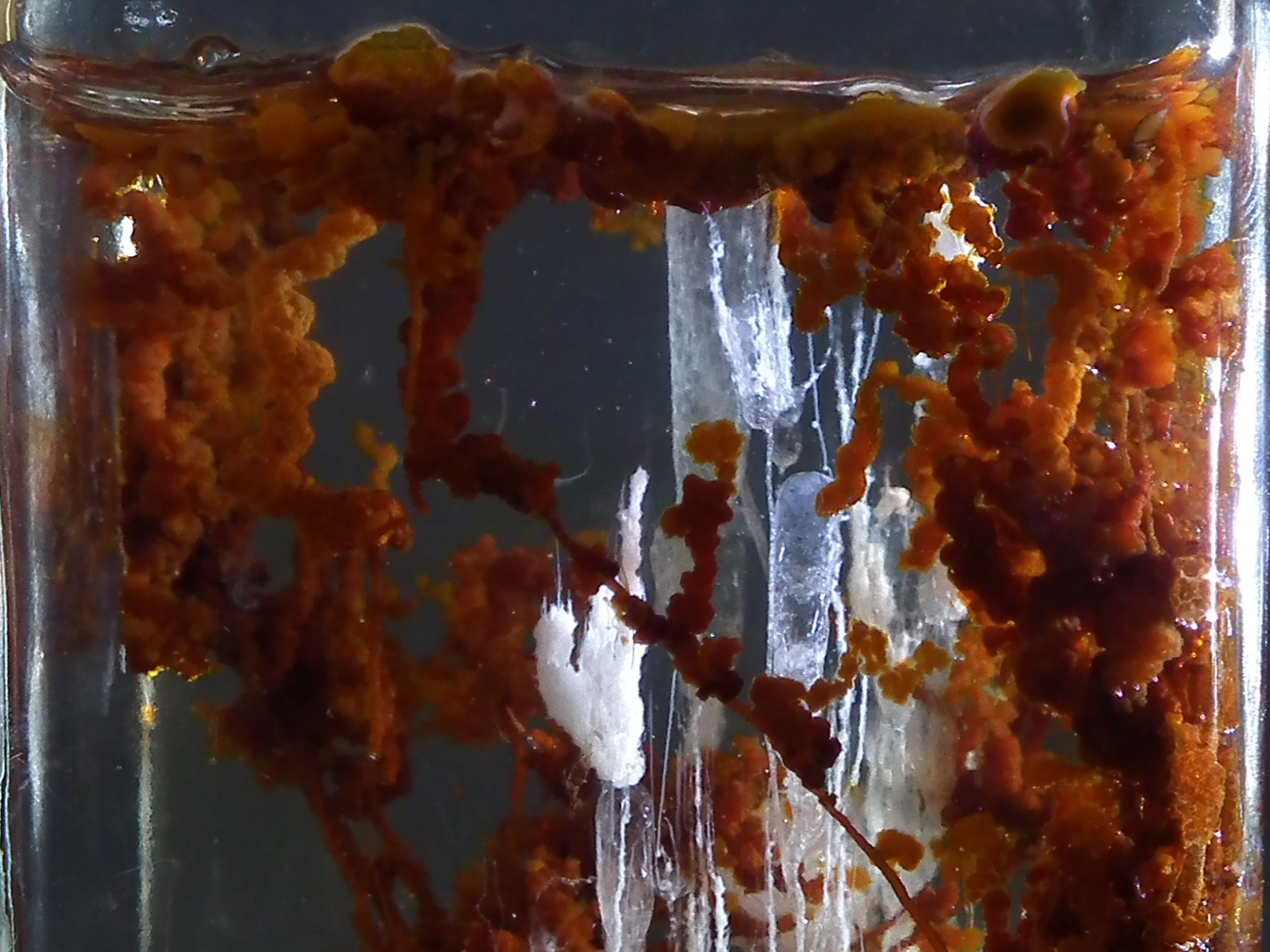
Chemiczny ogród

Chemiczny ogród – doświadczenie chemiczne polegające na dodaniu soli metali przejściowych, np. siarczanu miedzi lub chlorku kobaltu do wodnego roztworu krzemianu sodu, bardziej znanego jako szkło wodne. Wizualnym efektem eksperymentu jest spontaniczne tworzenie się w roztworze kolorowych wykwitów o kształtach kojarzących się z szybko rosnącymi roślinami.
Pierwszy udokumentowany chemiczny ogród został wykonany i zaobserwowany przez Johanna Rudolfa Glaubera w 1646 roku. Powstał przy użyciu kryształków chlorku żelaza(II) (FeCl2) wrzuconych do roztworu metakrzemianu potasu (K2SiO3).
Mechanizm eksperymentu jest następujący:
- kryształy soli wrzucone do szkła wodnego stopniowo się rozpuszczają i ulegają dysocjacji elektrolitycznej;
- powstałe w ten sposób kationy metalu przejściowego reagują natychmiast z anionami krzemianowymi w dość złożonej reakcji wymiany, w wyniku czego wokół rozpuszczających się kryształków soli powstaje otoczka półprzepuszczalnej membrany nierozpuszczalnego krzemianu metalu przejściowego;
- ze względu na to, że wewnątrz otoczki panuje większe stężenie kationów metalu niż na zewnątrz, do wnętrza zasysana jest woda na skutek zjawiska osmozy;
- w rezultacie otoczka jest najpierw rozciągana, a następnie pęka;
- w miejscu pęknięć kationy metalu mogą swobodnie przenikać do roztworu i reagować z kolejnymi porcjami szkła wodnego, w wyniku czego powstają kolejne "bąble" otoczki krzemianowej, "pączkujące" z pierwotnej otoczki;
- rozrastająca się błona krzemianowa "rośnie" od dołu, gdyż wrzucone kryształy opadają na dno zanim zaczną się rozpuszczać;
- raz rozpoczęty wzrost błony ma tendencję do "wzrostu do góry", gdyż pękanie bąbli krzemianowych zachodzi łatwiej od góry, ponieważ ciśnienie hydrostatyczne wewnątrz każdej cieczy maleje w kierunku ku górze, bąble zatem łatwiej rozrywają się w wyższych partiach roztworu niż w dolnych.

Barwa "roślin" w chemicznym ogrodzie zależy od kationu użytego metalu przejściowego. Szczególnie atrakcyjny wizualnie efekt daje zastosowanie kilku soli różnych metali przejściowych naraz, gdyż wówczas powstaje wielobarwny ogród.
Mimo że sama reakcja chemicznego ogrodu nie ma żadnego praktycznego znaczenia, stanowi ona dobry model innych procesów z użyciem szkła wodnego (np. krzepnięcia niektórych gatunków cementu) i dlatego była dość szczegółowo badana.

## Ogrody cyjanożelazianowe
Poza reakcją z krzemianami podobne struktury mogą formować kompleksy  heksacyjanożelazianowe(II). Reakcję przeprowadza się wrzucając do kilkuprocentowego roztworu soli miedzi(II) kryształ np. heksacyjanożelazianu(II) potasu. Formuje się wtedy otoczka heksacyjanożelazianu(II) miedzi(II), która podlega następnie procesom analogicznym do tych mających miejsce w przypadku ogrodów krzemianowych.